# Chu Chu Chu 우리의 미래/대·인생 Never Been Better!
《Chu Chu Chu 우리의 미래/대·인생 Never Been Better!》(Chu Chu Chu 僕らの未来/大・人生 Never Been Better! 츄츄츄보쿠라노미라이/다이·인생네버빈베터![*])는 2022년 6월 8일 발매된 모닝구무스메'22의 일흔한 번째 싱글이다.

## 개요
- 모리토 치사키 마지막 참가 싱글
- 초회한정반 A, B, SP, 통상반 A, B의 5 형태로 발매.
- 초회한정반 A, B, SP에는 Blu-ray Disc가 같이 수록되고 있다.
- 모든 초회한정반에는 이벤트 추첨 일련 번호 카드가 봉입되고 있다.
- 초회한정반 SP에는 3월 18일에 디지털 싱글로서 발매한 「I WISH」가 수록된다.

## 수록곡

### CD
초회한정반 A, B, 통상반
1. Chu Chu Chu 僕らの未来
작사, 작곡 : 층쿠 / 편곡 : 오쿠보 카오루
2. 大・人生 Never Been Better!
작사, 작곡 : 층쿠 / 편곡 : 스즈키 슌스케
3. Chu Chu Chu 僕らの未来 (Instrumental)
4. 大・人生 Never Been Better! (Instrumental)

초회한정반 SP
1. Chu Chu Chu 僕らの未来
2. 大・人生 Never Been Better!
3. I WISH
작사, 작곡 : 층쿠 / 편곡 : 코노 신
4. Chu Chu Chu 僕らの未来 (Instrumental)
5. 大・人生 Never Been Better! (Instrumental)
6. I WISH (Instrumental)

### Blu-ray Disc
초회한정반 A
1. Chu Chu Chu 僕らの未来 (Music Video)
2. Chu Chu Chu 僕らの未来 (Dance Shot ver.)
3. Chu Chu Chu 僕らの未来 (메이킹 영상)

초회한정반 B
1. 大・人生 Never Been Better! (Music Video)
2. 大・人生 Never Been Better! (Dance Shot ver.)
3. 大・人生 Never Been Better! (메이킹 영상)

초회한정반 SP
1. I WISH (Music Video)
2. I WISH (Dance Shot ver.)
3. I WISH (메이킹 영상)

## 차트
- 일간최고순위 1위 (오리콘 차트, 6월 12일자)
- 주간최고순위 2위 (오리콘 차트)